# SMS Undine (1902)
SMS Undine – niemiecki krążownik lekki (konstrukcyjnie krążownik pancernopokładowy, klasyfikowany jako mały krążownik – niem. Kleiner Kreuzer) z początku XX wieku, jedna z 10 zbudowanych jednostek typu Gazelle. Okręt miał wyporność pełną 3112 ton i osiągał prędkość 21,5 węzła, a jego główne uzbrojenie stanowiło 10 dział kalibru 10,5 cm i dwie wyrzutnie torped kalibru 45 cm.
Krążownik został zwodowany 11 grudnia 1902 roku w stoczni Howaldtswerke w Kilonii, a 5 stycznia 1904 roku wcielono go do służby w Kaiserliche Marine. Nazwa jednostki pochodziła od mitologicznych boginek Ondyn; był drugim okrętem w niemieckiej flocie o tej nazwie. SMS „Undine” służył na Morzu Północnym i Bałtyckim, biorąc udział w I wojnie światowej. Okręt został zatopiony 7 listopada 1915 roku na Bałtyku przez brytyjski okręt podwodny HMS E19.

## Projekt i budowa

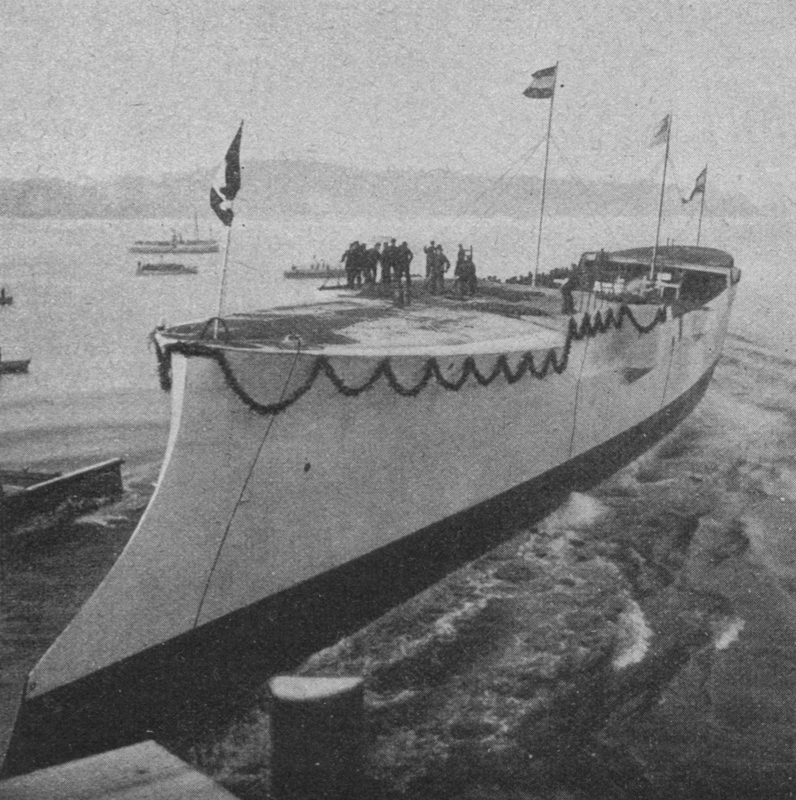
Wodowanie krążownika „Undine” w 1902 roku

Objęcie tronu Cesarstwa Niemieckiego przez Wilhelma II w 1888 roku spowodowało początek rozbudowy floty wojennej, niezbędnej do zdobycia i utrzymania zamorskich posiadłości. Oprócz budowy floty liniowej, mającej w przyszłości stanowić zagrożenie dla Royal Navy, potrzebna była rozbudowa sił lekkich, których zadaniem była służba patrolowa na wodach metropolii oraz reprezentowanie niemieckiej bandery oraz obrona interesów Cesarstwa w koloniach. Do końca lat 80. XIX wieku rolę tę spełniały korwety o napędzie parowo-żaglowym, kanonierki i awiza. W latach 90. XIX wieku zbudowano nowe jednostki przeznaczone zarówno do służby kolonialnej, jak też współdziałania z flotą krajową, którymi były nieopancerzone krążowniki IV klasy typu Bussard, krążownik III klasy „Gefion” oraz awiza „Greif” i „Hela”. Na bazie tego ostatniego okrętu w latach 1895–1896 w biurze konstrukcyjnym Urzędu Marynarki Rzeszy opracowano projekt nowoczesnych krążowników IV klasy zdolnych do operacji z flotą liniową i do służby kolonialnej, o nieco powiększonej wyporności, prędkości 20 węzłów i uzbrojeniu porównywalnym z o wiele droższym „Gefionem”, zaakceptowany przez kierownictwo Kaiserliche Marine. W uchwalonej w 1898 roku przez Reichstag ustawie morskiej zagwarantowano środki na budowę czterech krążowników IV klasy, powiększając ich liczbę do 10 po przyjęciu w 1900 roku drugiej ustawy morskiej (łącznie 50 mln marek do wykorzystania w latach 1897–1904). W 1899 roku zmieniono klasyfikację krążowników IV klasy na małe krążowniki (niem. Kleiner Kreuzer).
Krążownik został zamówiony pod tymczasową nazwą „Kleiner Kreuzer J”. Zbudowany został w stoczni Howaldtswerke w Kilonii pod numerem stoczniowym 390, będąc jedyną jednostką typu Gazelle powstałą w tej stoczni . Stępkę krążownika położono 28 września 1901 roku, a ceremonia wodowania odbyła się 11 grudnia 1902 roku, w obecności prezydenta Stowarzyszenia Floty Niemieckiej (niem. Flottenverein) Ottona II zu Salm-Horstmar (matką chrzestną została jego żona, księżna Rosa zu Salm-Horstmar). Nazwa okrętu pochodziła od mitologicznych żywiołaków wody, boginek Ondyn. Koszt budowy okrętu wyniósł 4 653 000 marek.

## Dane techniczne

### Charakterystyka ogólna
Okręt był małym krążownikiem o sylwetce podobnej do poprzedników („Hela” i „Gefion”), różniąc się od tego ostatniego dwoma wysokimi kominami zamiast trzech. Kadłub o poprzeczno-wzdłużnym układzie wiązań podzielony był za pomocą 11 grodzi na 12 przedziałów wodoszczelnych, a dno podwójne obejmowało 46% jego długości. Krążownik miał taranowy, zaokrąglony dziób, połączone pomostami podwyższone pokłady dziobowy i rufowy, dwa maszty, prosty kil i dwie stępki boczne oraz krążowniczą rufę. W odróżnieniu od prototypowego „Gazelle” pomost bojowy z opancerzonym stanowiskiem dowodzenia znajdowały między przednim masztem a pierwszym kominem. Zapasowe stanowisko dowodzenia znajdowało się za drugim masztem.
Długość całkowita okrętu wynosiła 105 metrów (104,4 metra na wodnicy), szerokość 12,4 metra i zanurzenie od 4,81 metra na dziobie do 5,63 metra na rufie. Wyporność normalna (konstrukcyjna) wynosiła 2706 ton, a pełna 3112 ton.
Załoga jednostki składała się z 256 oficerów, podoficerów i marynarzy. Kabiny podoficerskie, oficerskie i dowódcy znajdowały się w części rufowej, a kubryk marynarzy na dziobie; umywalnie marynarzy znajdowały się na śródokręciu za nadburciami.

### Urządzenia napędowe i pomocnicze
Okręt był napędzany przez umieszczone w dwóch maszynowniach dwie trzycylindrowe pionowe maszyny parowe potrójnego rozprężania wyprodukowane w macierzystej stoczni, które poruszały poprzez wały napędowe dwie trójłopatowe śruby napędowe o średnicy 3,5 metra każda. Para o ciśnieniu roboczym 15 at dostarczana była przez dziewięć kotłów wodnorurkowych Marinekessel (wyprodukowanych przez zakłady A.G. Germania z Berlina), o łącznej powierzchni grzewczej 2300 m², wyposażonych łącznie w 18 palenisk, zainstalowanych w dwóch kotłowniach. Kotły były opalane węglem, którego normalny zapas wynosił 380, a maksymalny 700 ton.
Nominalna moc siłowni wynosiła 8000 KM przy 165 obr./min, co pozwalało na osiągnięcie prędkości maksymalnej 21,5 węzła. Zasięg wynosił 4400 mil morskich przy prędkości 12 węzłów. Na rufie znajdował się pojedynczy półzrównoważony ster.
Energia elektryczna (prąd stały o napięciu 110 V) wytwarzana była przez trzy prądnice napędzane silnikami Diesla o łącznej mocy 110 kW.

### Uzbrojenie
Główne uzbrojenie krążownika składało się z 10 pojedynczych szybkostrzelnych dział kalibru 10,5 cm SK C/97 L/40 . Dwa działa zostały umieszczone obok siebie na pokładzie dziobowym, dwa w identycznej konfiguracji na pokładzie rufowym, a pozostałe sześć zainstalowano w sponsonach na śródokręciu (wszystkie osłonięte pancernymi maskami). Masa działa wynosiła 1750 kg, a jego długość całkowita 4,475 metra; długość samej lufy wynosiła 4,2 metra, a jej masa 1555 kg. Działa wykorzystywały pociski przeciwpancerne i burzące o masie od 14,25 do 18,2 kg wystrzeliwane za pomocą ładunków miotających o masie 3,18 kg. Kąt podniesienia lufy wynosił od -10 do +30°, a maksymalna donośność wystrzeliwanego z prędkością wylotową od 690 do 840 m/s pocisku wynosiła 12 200 metrów. Kąt ostrzału ośmiu dział mogących strzelać w kierunku dziobu i rufy wynosił 150°, a dwóch dział umieszczonych centralnie na śródokręciu 120°. Zapas amunicji wynosił 1500 sztuk (czyli 150 pocisków na działo).
Artyleria małokalibrowa składała się początkowo z 10–14 pięciolufowych działek kalibru 3,7 cm Hotchkiss M1873. W późniejszym czasie zostały zastąpione taką samą liczbą pojedynczych szybkostrzelnych dział Kruppa kalibru 5 cm L/40. Masa działa z lawetą wynosiła 280 kg, a długość lufy 2 metry. Działa wykorzystywały pociski o masie 1,75 kg, wystrzeliwane z prędkością wylotową 655 m/s na maksymalną odległość 6200 metrów (przy kącie podniesienia lufy 20°).
Broń torpedową stanowiły dwie pojedyncze podwodne wyrzutnie kalibru 450 mm umieszczone na wysokości przedniego masztu z każdej burty, z łącznym zapasem pięciu torped. Używane początkowo torpedy typu C45/91S miały długość 5,1 metra, masę 550 kg (w tym głowica bojowa 197 kg trotylu), a ich zasięg wynosił 500 metrów przy prędkości 33,5 węzła i 1200 metrów przy prędkości 27 węzłów .
Do kierowania ogniem artyleryjskim służyły dwa dalmierze, umieszczone nad głównym i zapasowym stanowiskiem dowodzenia.

### Opancerzenie
Podstawowym elementem pancerza był wykonany z dwóch warstw zwykłej stali i jednej warstwy stali Kruppa pokład pancerny o grubości maksymalnej 25 mm na dziobie i rufie oraz 20 mm na śródokręciu, a jego skosy miały grubość 50 mm (zrębnice 80 mm stali Kruppa). Maski dział kalibru 10,5 cm miały grubość 80 mm, a wieża dowodzenia chroniona była płytami o grubości od 20 do 80 mm (maski i wieża wykonane były ze stali Kruppa). Niezatapialność jednostki starano się powiększyć poprzez wypełnienie przestrzeni między poszczególnymi pomieszczeniami i elementami konstrukcyjnymi korkiem.

### Wyposażenie
Jako środki ratownicze i komunikacyjne okręt miał na wyposażeniu barkas z napędem parowym, pinasę, dwa kutry, dwa jole i łódź ratunkową (dinghy). Wyposażenie do walki nocnej stanowiły dwa reflektory, umieszczone na platformach na przednim i tylnym maszcie.

### Malowanie
Podczas służby na wodach metropolii okręt pomalowany był według wprowadzonego w 1896 roku schematu numer 96: kadłub w kolorze szarym; pokład, nadbudówki, maszty, kominy oraz działa z maskami w kolorze jasnoszarym, a ornamenty dziobowe i rufowe w kolorze żółtym.

## Służba
SMS „Undine” został wcielony do służby w Kaiserliche Marine 5 stycznia 1904 roku. Pierwszym dowódcą okrętu został mianowany kmdr ppor. (niem. Korvettenkapitän) Karl Schaumann. Podczas prób morskich „Undine” osiągnął prędkość 21,5 węzła przy przeciążeniu maszyn do 8696 KM (przy 163 obr./min). Na okręcie testowano również żyrokompas skonstruowany przez dra Anschütz-Kämpfe, który jednak nie działał prawidłowo (trafił do użytku dopiero w 1912 roku, po jego ulepszeniu). Po zakończeniu prób morskich, 23 marca „Undine” został przeniesiony do Wilhelmshaven i tam 30 marca wycofany ze służby.
10 stycznia 1905 roku krążownik, dowodzony przez kmdra ppor. Georga Scheida został ponownie wcielony do służby w Zespole Okrętów Szkolnych i Doświadczalnych (niem. Verband der Schul- und Versuchsschiffe), w którym zastąpił korwetę „Carola”. 4 lutego jednostka przepłynęła do Kilonii, a w dniach 7–19 maja uczestniczyła w ćwiczeniach Zespołu Okrętów Szkolnych i Doświadczalnych (pod dowództwem kontradmirała Hugona Zeye), przeprowadzonych na wodach między wyspami Als a Rugią. Między 1 a 7 sierpnia okręt wraz z krążownikami „Prinz Adalbert” i „Nymphe” wziął udział w nocnych manewrach, które polegały na odpieraniu pozorowanego ataku holowanych przez krążowniki lekkie torpedowców przez krążownik pancerny (ćwiczenia odbyły się w obecności cesarza Wilhelma II). We wrześniu nastąpiła zmiana dowódcy jednostki – kmdra ppor. Georga Scheida zastąpił kmdr ppor. Berthold Stechow. Od 8 do 12 października okręty Zespołu przeprowadziły w pobliżu Helgolandu strzelania artyleryjskie oraz nocne manewry z jednostkami 4. Szkolnej Flotylli Niszczycieli (niem. Großen Torpedoboote). Podczas kolejnych ćwiczeń z okrętami 4. Flotylli, 17 listopada „Undine” staranował S 126, przecinając go na dwie części po zderzeniu w okolicy śródokręcia niszczyciela (rufowa część została staranowana także przez S 127). W wyniku kolizji śmierć poniosło 33 członków załogi zatopionego niszczyciela, a uszkodzony S 127 został odholowany przez krążownik do Kilonii.
Od 3 maja do 9 sierpnia 1906 roku krążownik przebywał w stoczni Kaiserliche Werft w Wilhelmshaven, przechodząc naprawę uszkodzonego w kolizji dziobu, a po jej zakończeniu uczestniczył w manewrach i ćwiczeniach Zespołu. Między 10 a 27 lutego 1907 roku okręt ponownie był remontowany w Kaiserliche Werft, a następnie został włączony do 3. Eskadry Bojowej, uczestnicząc w jej składzie w dniach 25 sierpnia – 8 września w jesiennych manewrach Hochseeflotte. W październiku nowym dowódcą krążownika został kmdr ppor. Wilhelm Freiherr von Meerscheidt-Hüllessem.
Od 29 stycznia do 27 marca 1908 roku „Undine” przechodził zimową konserwację i naprawy, po zakończeniu których został przeniesiony do nowo utworzonej morskiej Szkoły Artylerii w Sonderburgu, uczestnicząc w rutynowych ćwiczeniach. W kwietniu 1909 roku dowództwo okrętu objął kmdr ppor. Ulrich Lübbert. W tym roku krążownik uczestniczył w letnim rejsie na Morzu Północnym, zawijając też w lipcu do Larvik i powracając następnie do Sonderburga (była to jedyna zagraniczna wizyta SMS „Undine”). Między 29 sierpnia a 11 września krążownik w składzie 3. Grupy Rozpoznawczej uczestniczył w jesiennych manewrach Hochseeflotte.
5 maja 1910 roku krążownik przy sztormowej pogodzie wyszedł z Sonderburga na pomoc parowcowi „Nordstern” z 300 pasażerami na pokładzie, odholowując statek do Kilonii. We wrześniu nowym dowódcą jednostki mianowany został kmdr ppor. Victor Reclam. Następnie od 26 września do 27 października okręt był remontowany w Stoczni Cesarskiej w Gdańsku. 5 września 1911 roku „Undine” wziął udział w paradzie floty przed cesarzem Wilhelmem II. W styczniu i lutym 1912 roku krążownik uczestniczył w akcji niesienia pomocy uwięzionym w lodzie w zachodniej części Morza Bałtyckiego statkom, uwalniając wraz z parowcem „Norder” trzy jednostki. W kwietniu okręt został włączony do Dywizjonu Szkolnego, po czym w maju otrzymał nowego dowódcę, którym został kmdr por. (niem. Fregattenkapitän) Andreas Fischer; następnie przeszedł remont i 12 lipca w Gdańsku został wycofany ze służby, przechodząc do drugiej rezerwy.

### I wojna światowa
Po wybuchu I wojny światowej, 4 sierpnia 1914 roku krążownik został reaktywowany, po czym pod dowództwem kmdra por. Maxa Loescha został przydzielony do Sił Obrony Wybrzeża na Morzu Bałtyckim, uczestnicząc w rejsach dozorowych na wodach zachodniego Bałtyku, cieśniny Sund i linii Møn – Dornbusch. Następnie „Undine” został przeniesiony do dywizjonu wydzielonego pod dowództwem kontradmirała Ehlera Behringa, mającego prowadzić działania ofensywne we wschodniej części Bałtyku.
6 września „Undine” znalazł się w składzie silnego zespołu floty niemieckiej dowodzonego przez księcia Henryka Hohenzollerna (tworzyły go m.in. pancerniki 4. Eskadry „Braunschweig”, „Elsaß”, „Mecklenburg”, „Schwaben”, „Wettin”, „Wittelsbach” i „Zähringen”, krążownik pancerny „Blücher”, krążowniki „Augsburg”, „Gazelle” i „Strassburg” oraz niszczyciele), który udał się w kierunku Zatoki Fińskiej w celu wywabienia i zniszczenia rosyjskich okrętów. Wypad zakończył się ostrzelaniem przez „Blüchera” patrolujących wejście do zatoki krążowników „Bajan” i „Pałłada” oraz zatopieniem parowca „Uleaborg” na wodach Zatoki Botnickiej. 8 września „Undine” doznał awarii, z powodu której trafił na remont najpierw do Gdańska, a później do Kilonii. W tym czasie nastąpiła zmiana dowódcy okrętu – nowym został kmdr ppor. Karl Windmüller. Podczas pobytu w stoczni, w nocy z 14 na 15 września 22 członków załogi krążownika zostało wysłanych na pokładzie niszczyciela V 25 pod Kłajpedę, by wzmocnić oddział desantowy krążownika „Amazone”, jednak ostatecznie nie wzięli oni udziału w walce.
Po zakończeniu remontu, od 18 października 1914 roku „Undine” pełnił służbę patrolową na wodach między Trelleborgiem a Sassnitz, a następnie został okrętem flagowym dowódcy Sił Obrony Wybrzeża, kontradmirała Roberta Mischke. Między 13 a 18 kwietnia 1915 roku czasowo krążownik został włączony do składu dywizjonu wydzielonego, uczestnicząc między 14 a 17 kwietnia w ostrzale rosyjskich pozycji w pobliżu Butyngi (niem. Budendiekshof) i Kłajpedy. 19 kwietnia okręt powrócił do Sił Obrony Wybrzeża, nadal uczestnicząc w rejsach dozorowych na wodach zachodniego Bałtyku.
7 listopada 1915 roku „Undine” wraz z niszczycielem V 154 eskortowały kursujący z Trelleborga do Sassnitz prom „Preußen”. Podczas rejsu krążownik stał się celem ataku torpedowego przeprowadzonego przez brytyjski okręt podwodny HMS E19, dowodzony przez kmdra ppor. (ang. Lieutenant Commander) Francisa Cromie. Okręt podwodny wystrzelił najpierw jedną torpedę, która trafiła w część dziobową „Undine” i spowodowała zatrzymanie uszkodzonej jednostki; następnie E19 wystrzelił drugą torpedę, która spowodowała eksplozję magazynu amunicji i zatonięcie krążownika na pozycji 54°59′N 13°51′E/54,983333 13,850000. Większość załogi SMS „Undine” zostało podjętych z wody przez V 154 i „Preußen”, jednak w wyniku ataku na pokładzie krążownika zginęło 25 członków załogi.